# Fouchécourt (Vosges)
Fouchécourt ist eine französische Gemeinde mit 41 Einwohnern (1. Januar 2022) im Département Vosges in der Region Grand Est. Sie gehört zum Arrondissement Neufchâteau und zum Gemeindeverband Les Vosges côté Sud-Ouest. Die Bewohner werden Fouchécourtois und Fouchécourtoises genannt.

## Geografie

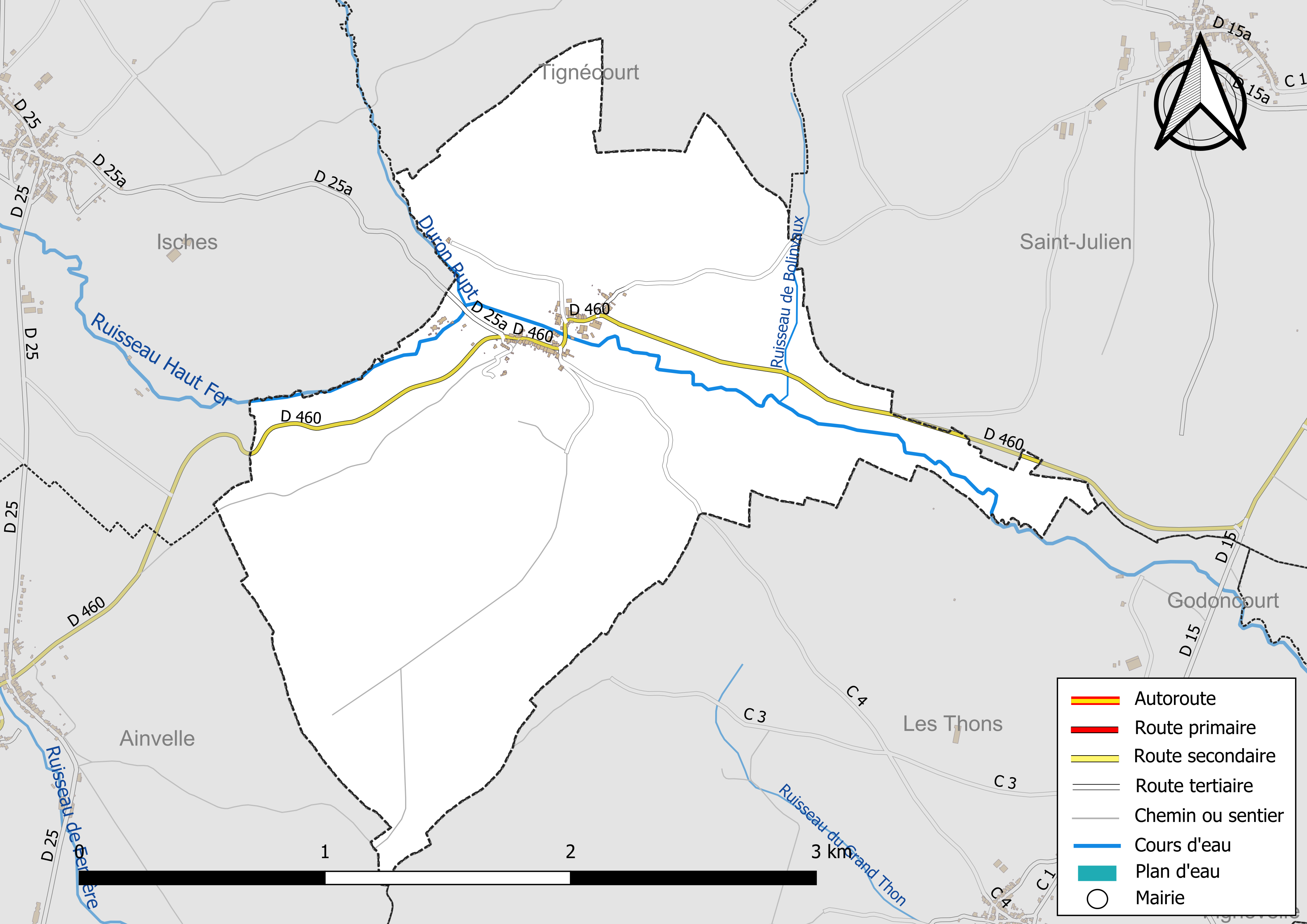
Gewässer und Straßen der Gemeinde

Die Gemeinde liegt etwa 22 Kilometer südsüdwestlich von Vittel und etwa 49 Kilometer westsüdwestlich von Épinal im äußersten Südwesten der historischen Region Lothringen. Nordwestlich der Gemeinde verläuft die Maas-Saône-Wasserscheide. Die Fließgewässer im 4,66 km² umfassenden Gemeindegebiet (Duron Rupt, Ruisseau de la Fontaine au Fer) entwässern nach Südosten zur oberen Saône. Die höchste Erhebung im Gemeindegebiet bildet die Höhe le Chevremont (336 m) im Waldgebiet Bois de Fouchécourt in den Ausläufern der westlichen Monts Faucilles.
Nachbargemeinden von Fouchécourt sind Tignécourt im Norden,  Saint-Julien im Osten, Les Thons im Südosten, Ainvelle im Südwesten sowie Isches im Westen und Nordwesten.

## Geschichte
Der Name Fouchecourt tauchte erstmals im Jahr 1172 auf. Zu dieser Zeit war das Dorf Teil der Vogtei Bassigny; später im Besitz der Stadt Lamarche gehörte das Dorf zum Herzogtum Bar. In Fouchécourt gab es ein Benediktinerpriorat als Außenstelle der Abtei Luxeuil.
Vor dem Bau der Kirche Saint-Valbert war die Pfarrei ein Anhang der Pfarrei Ainvelle, später der Pfarrei Saint-Julien und schließlich der Pfarrei Isches.

### Bevölkerungsentwicklung
| Jahr      | 1962 | 1968 | 1975 | 1982 | 1990 | 1999 | 2010 | 2021 |
| Einwohner | 126  | 131  | 107  | 78   | 72   | 65   | 43   | 42   |

Fouchécourt liegt im strukturschwachen Südwesten des Départements Vosges, der überdurchschnittlich hohe Bevölkerungsverluste verzeichnete. Im Jahr 1846 wurde mit 356 Bewohnern die bisher höchste Einwohnerzahl ermittelt. Die Zahlen basieren auf den Daten von cassini.ehess und INSEE.

## Sehenswürdigkeiten
- Kirche Saint-Valbert, 1613 in gotischem Stil errichtet, mit einem Taufbecken aus dem Jahr 1616[4] (Ausstattung als Monument historique geschützt)
- Flurkreuz (Croix de Mission)
- Lavoir

cassini.ehess

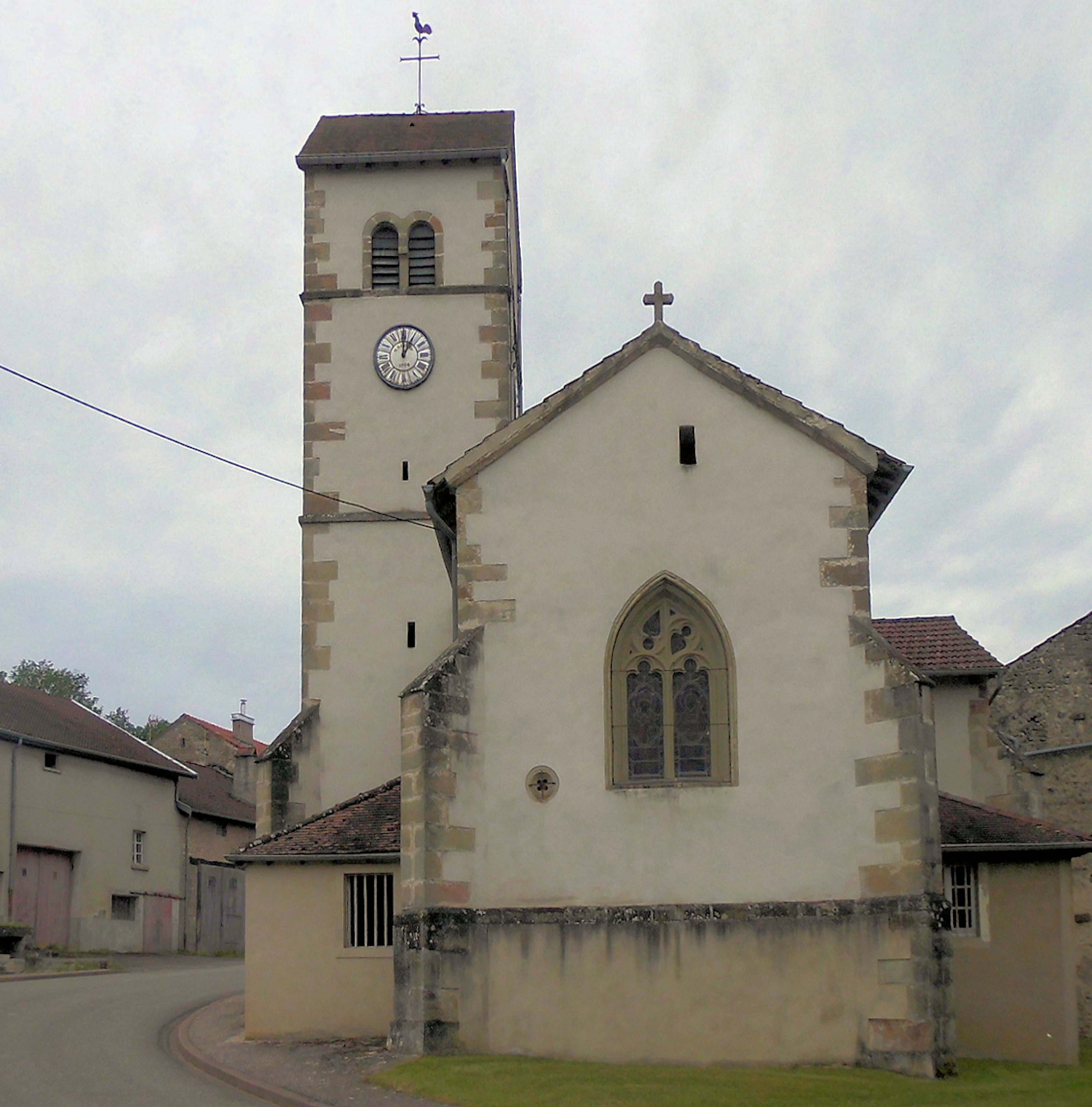
Kirche Saint-Valbert
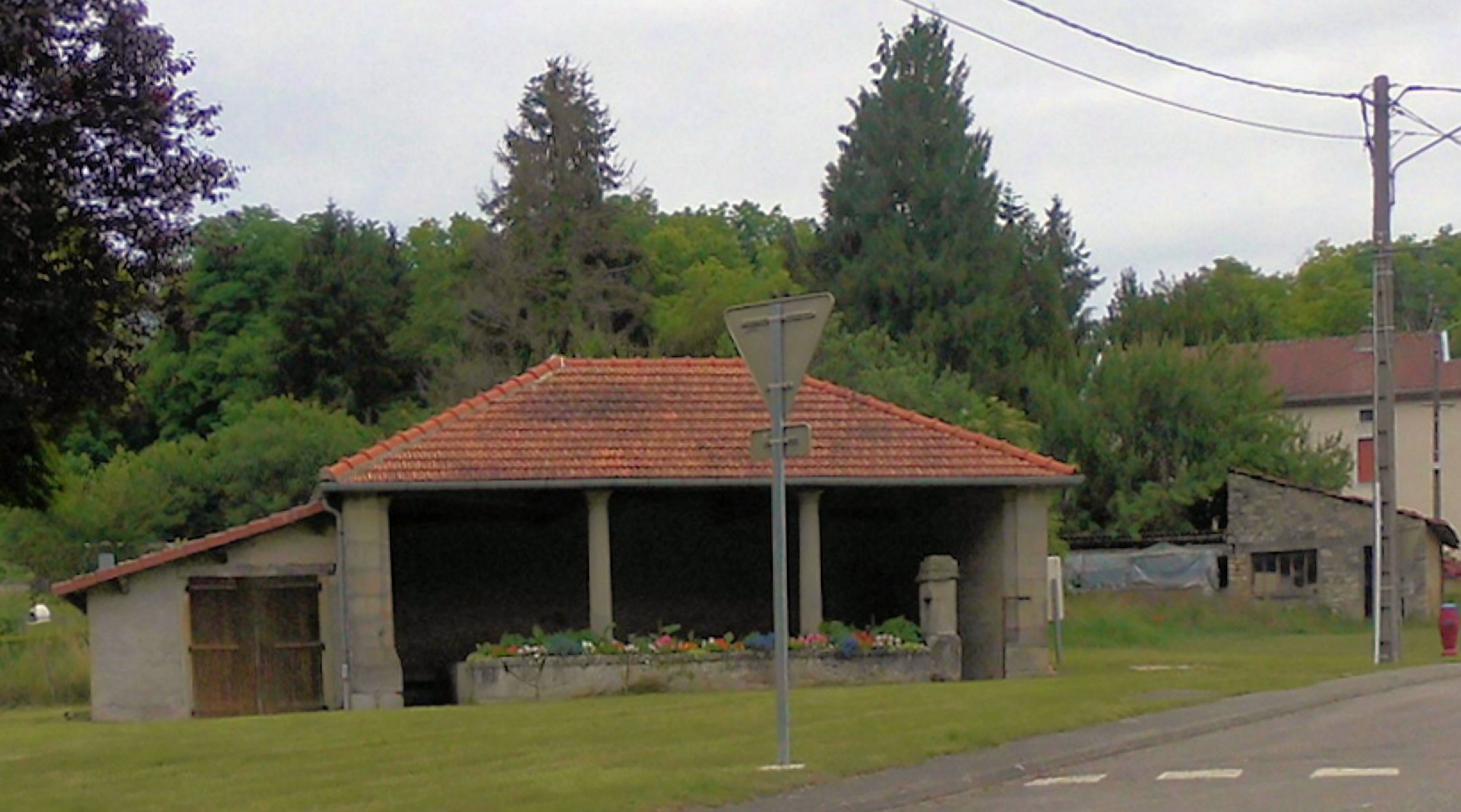
Lavoir

## Wirtschaft und Infrastruktur
In Fouchécourt ist ein Landwirtschafts- (Kartoffel- und Gemüseanbau) und ein Forstwirtschaftsbetrieb ansässig.
Durch Fouchécourt führt die Straße D460 von Bourbonne-les-Bains nach Darney. Der in der 14 Kilometer entfernten Kleinstadt Lamarche gelegene Bahnhof liegt an der Bahnlinie von Nancy nach Culmont-Chalindrey, die von der TER Lorraine betrieben wird.

## Belege
1. ↑   Fouchécourt auf vosges-archives.com (Memento vom 19. April 2016 im Internet Archive), PDF-Datei, französisch
2. ↑  Fouchécourt auf annuaire-mairie
3. ↑  Fouchécourt auf INSEE
4. ↑  Kirche auf Eclats-de-lorraine.fr (französisch)
5. ↑  Land- und Forstwirtschaft auf annuaire-mairie.fr (französisch)